# Сексуальное насилие с применением наркотиков
Сексуальное насилие с использованием наркотиков (англ. Drug-facilitated sexual assault, DFSA) — половое преступление в форме изнасилования или иных действий сексуального характера, совершённых в отношении человека, находящегося в состоянии опьянения под воздействием алкоголя, наркотика или другого изменяющего состояние сознания вещества и потому не способного дать добровольное осознанное согласие на секс. Нередко насильник намеренно склоняет жертву к употреблению такого наркотика изнасилования или вводит его потерпевшему без согласия с помощью обмана или принуждения; в 75 % случаев таким психоактивным веществом оказывается этиловый спирт и/или другой наркотик.
По данным ряда исследователей, изнасилование в состоянии алкогольного опьянения — самая распространённая форма сексуального насилия в отношении женщины. Такое изнасилование обычно признаётся насильственным преступлением, даже если потерпевшая не оказывала активного сопротивления и насильнику не пришлось применять грубую силу или угрозы. Мотивами этого преступления часто оказываются сексуальный гедонизм и притязательное мышление (англ. entitlement mentality). Большинство потерпевших от сексуального насилия с применением наркотиков — женщины, большинство исполнителей этого преступления — мужчины.

## История
Половые преступления против мужчин и женщин, добровольно употребивших алкоголь или наркотик, давно известны и достаточно широко распространены, как и подмешивание в питьё другого человека веществ, приводящих в беспомощное состояние. Однако в середине 1990-х годов правоохранительные органы разных стран стали чаще сталкиваться с использованием наркотических веществ, не имеющих вкуса и запаха, которые легко было незаметно подмешать в пищу или питьё женщине, чтобы сделать её легкодоступной для изнасилования и других действий сексуального характера и вызвать у неё антероградную амнезию. Потерпевшая, употребившая подобное наркотическое вещество добровольно, недобровольно или обманом, теряет контроль над собой и может очнуться, не понимая, где она находится и что с ней произошло, и может быть действительно перемещённой в бессознательном состоянии в другое место и брошенной там. О произошедшем сексуальном насилии могут свидетельствовать: потрёпанная или пропавшая одежда, синяки, следы спермы, болевые ощущения во влагалище или анусе. Последствиями воздействия наркотического вещества могут быть головокружение, слабость, замешательство, частичная или полная потеря памяти о недавно случившихся событиях. В одних случаях насильник скрывался с места преступления, пока потерпевшая оставалась в изменённом состоянии сознания, в других — оставался рядом с ней и делал вид, что ничего необычного не произошло, и мог даже предложить помочь довезти потерпевшую домой или в больницу.

## Пояснение
1. ↑  В англоязычных источниках такого рода изнасилование называется «хищническим» (англ. predator rape).